# Phthiracarus propinquus
Phthiracarus propinquus är en kvalsterart som beskrevs av Wojciech Niedbała 1983. Phthiracarus propinquus ingår i släktet Phthiracarus och familjen Phthiracaridae. Inga underarter finns listade i Catalogue of Life.